# 大磯町
大磯町（おおいそまち）は、神奈川県の湘南地域西部に位置し、中郡に属する町。
人口は約3.1万人。

## 地理

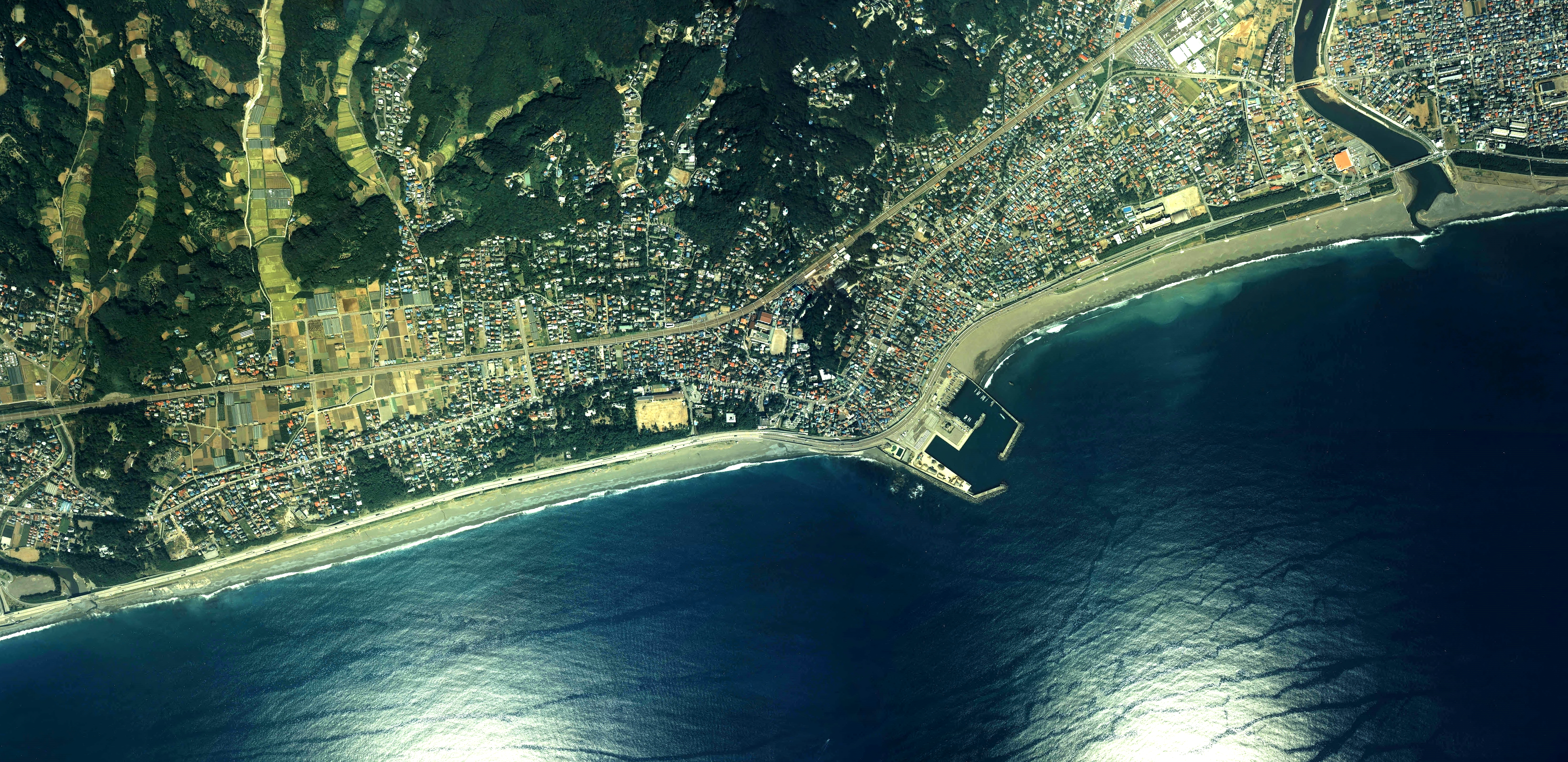
大磯町中心部の空中写真。1988年撮影の3枚を合成作成。。

大磯町は神奈川県の中央南部に位置し、南は相模湾、北は高麗山や鷹取山をはじめとした大磯地塊の丘陵地帯（大磯丘陵）で、この大磯丘陵が町域の大部分、約65パーセントを占める。相模湾には葛川水系の不動川と葛川が合流して注ぐ。北と東を平塚市、西は二宮町に接する。町域は東西約7.6キロメートル、南北約4.1キロメートルでやや東西に長く、面積は17.23平方キロメートル（大磯町による）。
国道1号を初め、JR東海道本線、西湘バイパス、国道134号、小田原厚木道路（国道271号）が通じ、市街地は国道1号沿いの平坦部に形成されている。日本最初とも言われる海水浴場が開かれて以来、湘南の別荘地、保養地として発展。第二次世界大戦後は首都圏の拡大に伴って宅地化が進み、現在は住宅都市。気候は海岸沿いに流れる暖流の影響で温暖であり、湘南でも休養地として最適とされる。

## 歴史

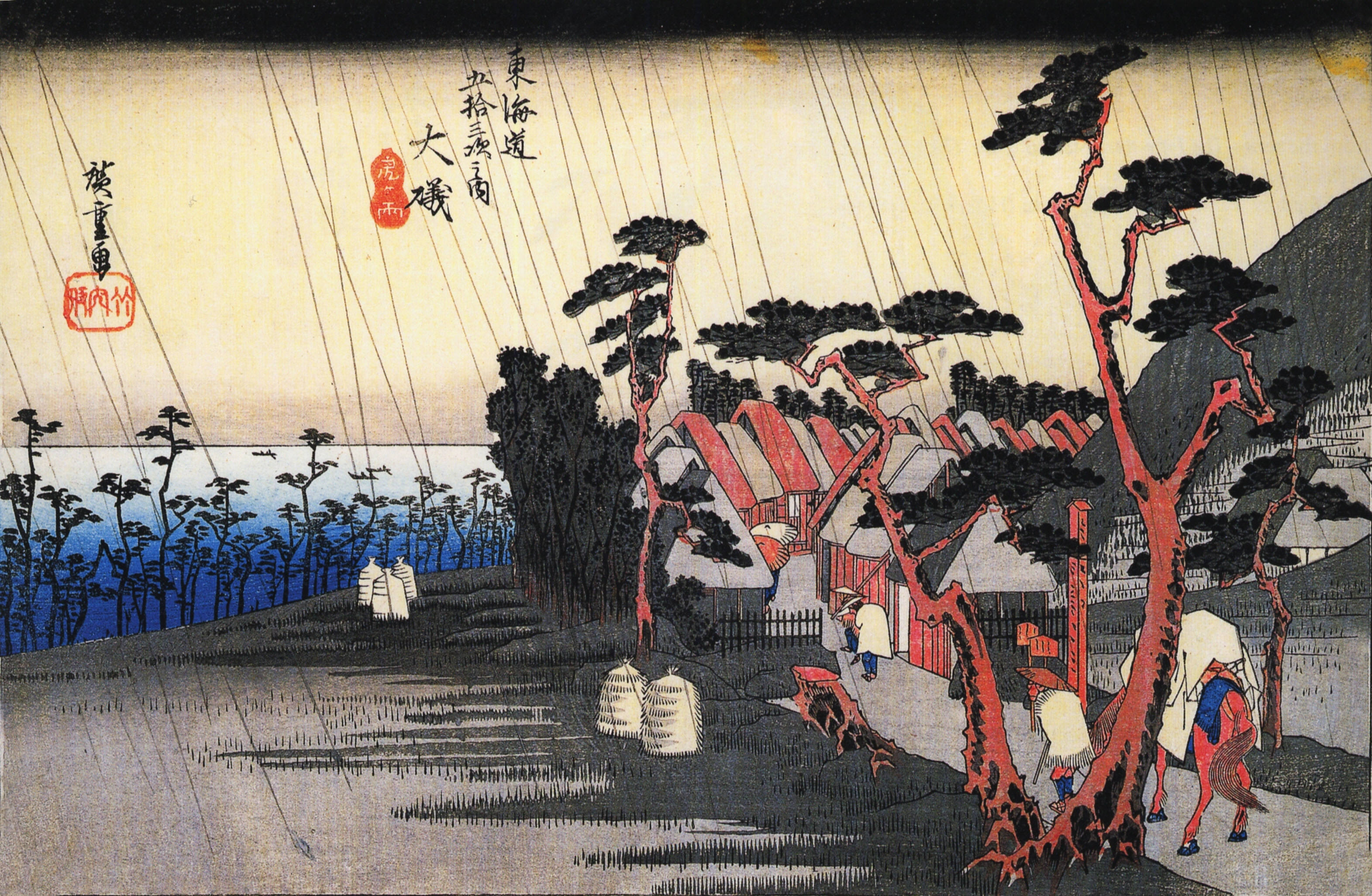
歌川広重「大磯」

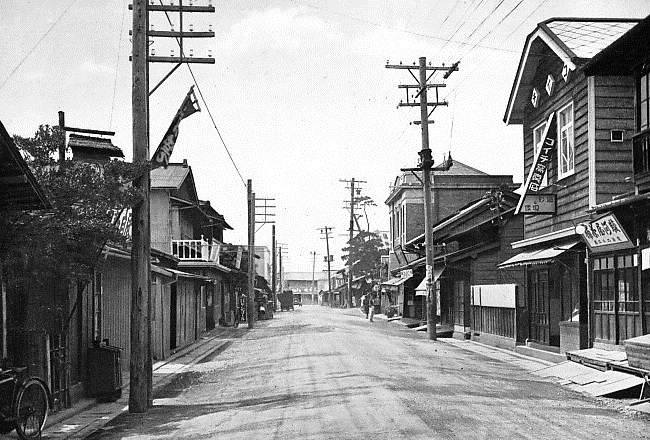
昭和初期の大磯（1933年9月）

- 古代は、豪族である師長国造の支配領域であった。律令制の整備に伴い、相武国造の支配領域と併せ相模国が形成された際に余綾郡に属すことになった。大住郡との境界にあたる町東部には高句麗（現在の中国東北部から朝鮮半島北部にわたる地域に存在した古代国家）からの渡来人が移り住んだという歴史があり、高麗山や高来神社や唐ヶ原 [9]など名称は彼らに由来するとされる。
- 中世には相模国の国府が置かれていたこともある。
- 江戸時代には東海道の宿場町として栄えた。
- 近代以降は、温暖な気候により保養地として注目され、ドイツ人医師ベルツにより紹介されていた海水浴を普及させるための適地を探していた陸軍軍医総監松本良順により海水浴場として開かれた。なおこの海水浴場を日本の海水浴の発祥とする説もある（沙美海岸（岡山県）、二見浦（三重県）、大野海岸（愛知県）など、発祥とされる場所は他にも存在する）
- 1982年（昭和57年）10月1日には防災行政無線が開局された。
- 2015年（平成27年）4月1日には防災行政無線の夕方のチャイムのみ、『夕焼け小焼け』(新音源) に変更された。

## 別荘地
元軍医総監の松本順が「海水浴場開設論」を打ち出し、1887年（明治20年）に大磯駅が開業すると、駅前の高台に要人の避暑・避寒地として邸宅や別荘が多く建てられた。特に伊藤博文、吉田茂のそれは特に有名である。この他に山縣有朋や西園寺公望、大隈重信、陸奥宗光、岩崎弥之助、安田善次郎といった政財界要人の別荘が立ち並んだ。1907年（明治40年）頃の大磯には150戸以上の別荘があったと言われ、「政界の（あるいは湘南の）奥座敷」と称された。
現在は、企業の保養所や研修所として利用されている所が多く、一般公開されているのはごく一部である。歴史的価値のある別荘の多くはマンション建設や宅地分譲などで姿を消しつつある。旧伊藤博文邸（滄浪閣）は西武から新たな企業に売却された。
現存する建物の多くは関東大震災（1923年）後の再建である。日本政府は2017年11月、大隈、伊藤、陸奥、西園寺邸などを「明治記念大磯庭園」として整備することを閣議決定した。明治改元150年記念ツアーでも人気が高かったが、老朽化した建物群をどう調査・保存するかが課題となっている。
吉田茂の場合は首相退陣後、大磯にて隠棲生活を送った。晩年も政界への影響力を保持していた為、「大磯」は吉田茂を示す別称（政界用語）でもあり、国内外の要人来訪も相次いだ。吉田没後も1979年の日米首脳会談の会場となった。2009年に火災により全焼したが、寄付金により再建され、2017年4月1日に大磯町郷土資料館別館として公開された。同年10月23日には、河野太郎外相と訪日したミクロネシア連邦大統領との懇談・夕食会場として使われた。

## 人口
| |                                        |  |
| 大磯町と全国の年齢別人口分布（2005年） | 大磯町の年齢・男女別人口分布（2005年） |  |
| ■紫色 ― 大磯町 ■緑色 ― 日本全国 | ■青色 ― 男性 ■赤色 ― 女性              |  |
| 大磯町（に相当する地域）の人口の推移 \| 1970年（昭和45年） \| 26,154人 \| \| \| 1975年（昭和50年） \| 27,866人 \| \| \| 1980年（昭和55年） \| 29,931人 \| \| \| 1985年（昭和60年） \| 31,211人 \| \| \| 1990年（平成2年） \| 31,599人 \| \| \| 1995年（平成7年） \| 32,285人 \| \| \| 2000年（平成12年） \| 32,259人 \| \| \| 2005年（平成17年） \| 32,590人 \| \| \| 2010年（平成22年） \| 33,032人 \| \| \| 2015年（平成27年） \| 31,550人 \| \| \| 2020年（令和2年） \| 31,634人 \| \| |                                        |  |
| 総務省統計局 国勢調査より |                                        |  |
| 1970年（昭和45年） | 26,154人                               |  |
| 1975年（昭和50年） | 27,866人                               |  |
| 1980年（昭和55年） | 29,931人                               |  |
| 1985年（昭和60年） | 31,211人                               |  |
| 1990年（平成2年） | 31,599人                               |  |
| 1995年（平成7年） | 32,285人                               |  |
| 2000年（平成12年） | 32,259人                               |  |
| 2005年（平成17年） | 32,590人                               |  |
| 2010年（平成22年） | 33,032人                               |  |
| 2015年（平成27年） | 31,550人                               |  |
| 2020年（令和2年） | 31,634人                               |  |

## 行政

### 歴代首長
- 池田東一郎（2022年12月15日就任）

| 代   | 氏名       | 就任日                     | 退任日                     |
| ---- | ---------- | -------------------------- | -------------------------- |
| 初代 | 曽根田恭男 | 1954年（昭和29年）12月15日 | 1962年（昭和37年）12月14日 |
| 2代  | 中島玄良   | 1962年（昭和37年）12月15日 | 1970年（昭和45年）12月14日 |
| 3代  | 豊田由登   | 1970年（昭和45年）12月15日 | 1982年（昭和57年）12月14日 |
| 4代  | 高島健二   | 1982年（昭和57年）12月15日 | 1990年（平成2年）12月14日  |
| 5代  | 石井宣和   | 1990年（平成2年）12月15日  | 1998年（平成10年）12月14日 |
| 6代  | 片野一雄   | 1998年（平成10年）12月15日 | 2002年（平成14年）12月14日 |
| 7代  | 三澤龍夫   | 2002年（平成14年）12月15日 | 2006年（平成18年）12月14日 |
| 8代  | 三好正則   | 2006年（平成18年）12月15日 | 2010年（平成22年）12月14日 |
| 9代  | 中﨑久雄   | 2010年（平成22年）12月15日 | 2022年（令和4年）12月14日  |
| 10代 | 池田東一郎 | 2022年（令和4年）12月15日  |                            |

### 都道府県の行政機関
- 大磯警察署

### 行政区域の変遷

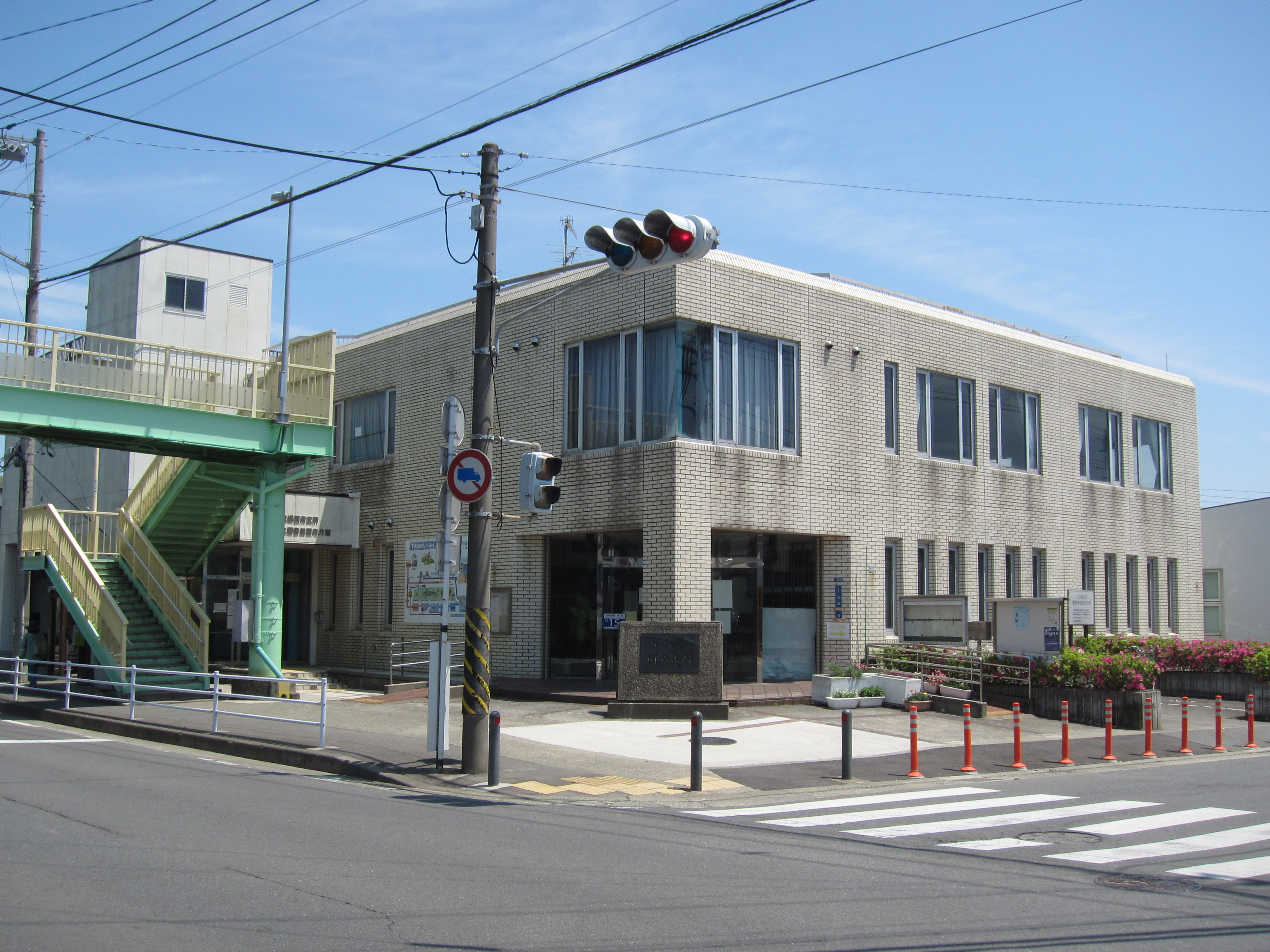
旧国府村役場が置かれた場所（写真の建物は現大磯町役場国府支所

- 1889年4月1日 市町村制施行により、神奈川県淘綾郡大磯町（大磯宿+西小磯村+高麗村+東小磯村）、国府村（生沢村+寺坂村+黒岩村+国府本郷村+虫窪村+国府新宿村+西窪村）が成立。
- 1896年4月1日 郡の統合により淘綾郡が大住郡と合併、中郡となる[15]。
- 1952年4月1日 国府村に町制施行、国府町となる。
- 1954年12月1日 大磯町と国府町が合併、新たに大磯町が発足。

### 地区
- 大磯（おおいそ） - 旧大磯町
  - 高麗（こま） - 旧高麗村（高麗寺村）
  - 東町（ひがしちょう） - 旧大磯宿
  - 大磯（おおいそ） - 旧大磯宿
    - 山王町（さんのうちょう）
    - 長者町（ちょうじゃまち）
    - 神明町（しんめいちょう）
    - 北本町（きたほんちょう）
    - 南本町（みなみほんちょう）
    - 北下町（きたしたまち）
    - 南下町（みなみしたまち）
    - 茶屋町（ちゃやまち）
    - 裡道（りどう）

  - 東小磯（ひがし-こいそ） - 旧東小磯村
    - 台町（だいまち）

  - 西小磯（にし-こいそ） - 旧西小磯村
    - 西小磯東（にしこいそひがし）
    - 西小磯西（にしこいそにし）

- 国府（こくふ） - 旧国府町 (国府村)
  - 寺坂（てらさか） - 旧寺坂村
  - 生沢（いくさわ）- 旧生沢村
  - 月京（がっきょう）- 旧生沢村
  - 黒岩（くろいわ） - 旧黒岩村
  - 西久保（にしくぼ） - 旧西窪村
  - 虫窪（むしくぼ） - 旧虫窪村
  - 国府本郷（こくふ-ほんごう） - 旧国府本郷村
    - 馬場（ばんば）
    - 中丸（なかまる）

  - 国府新宿（こくふ-しんしゅく） - 旧国府新宿
  - 石神台（いしがみだい）- 旧国府新宿

## 議会

### 神奈川県議会
2023年神奈川県議会議員選挙
- 選挙区：大磯町・二宮町選挙区
- 定数：1人
- 執行日：2023年4月9日
- 当日有権者数：51,349人
- 投票率：40.78％

| 候補者名 | 当落 | 年齢 | 党派名     | 新旧別 | 得票数   |
| -------- | ---- | ---- | ---------- | ------ | -------- |
| 吉川諭   | 当   | 40   | 無所属     | 新     | 10,481票 |
| 盛宏明   | 落   | 38   | 自由民主党 | 新     | 9,941票  |

2019年神奈川県議会議員選挙
- 選挙区：大磯町・二宮町選挙区
- 定数：1人
- 執行日：2019年4月7日

| 候補者名   | 当落 | 年齢 | 所属党派 | 新旧別 | 得票数 | 備考                 |
| ---------- | ---- | ---- | -------- | ------ | ------ | -------------------- |
| 池田東一郎 | 当   | 57   | 無所属   | 現     | 無投票 | 2022年11月18日に辞職 |

### 衆議院
- 選挙区：神奈川15区（平塚市、茅ヶ崎市、中郡）
- 任期：2021年10月31日 - 2025年10月30日
- 当日有権者数：473,497人
- 投票率：57.32％

| 当落 | 候補者名   | 年齢 | 所属党派                            | 新旧別 | 得票数    | 重複 |
| ---- | ---------- | ---- | ----------------------------------- | ------ | --------- | ---- |
| 当   | 河野太郎   | 58   | 自由民主党                          | 前     | 210,515票 | ○    |
|      | 佐々木克己 | 66   | 社会民主党                          | 新     | 46,312票  | ○    |
|      | 渡辺麻里子 | 45   | NHKと裁判してる党弁護士法72条違反で | 新     | 8,565票   |      |

## 姉妹都市・提携都市

### 日本国内
- 小諸市（長野県）
  - 1968年9月19日姉妹都市提携
- 中津川市（岐阜県）
  - 1973年4月29日、旧長野県山口村と姉妹都市提携

旧山口村は中山道の馬籠宿のあった村であり、馬籠出身の作家島崎藤村が大磯で没した。また小諸も藤村が27歳から33歳まで居住し、藤村文学の基礎を築いた地であることから、藤村の生誕100年となった1973年に一市一町一村で文学姉妹都市の盟約が結ばれた。なお旧山口村が2005年に中津川市に編入された際に改めて盟約が交わされている[16][17]。

### 日本国外
- デイトン市（アメリカ合衆国）
  - 1968年9月19日姉妹都市提携
以前、大磯に工場があった日本NCRのアメリカ法人本社があるため。1968年に当時のデイブ・ホールデイトン市長から呼びかけがあり、これに応じる形で提携。隔年で町内在住の高校生を対象にホームステイが行われている[18][19]。
- ラシン市（アメリカ合衆国）
  - 1982年7月1日友好都市提携
以前、大磯に本社があったジョンソン株式会社のアメリカ本社があるため。

## 教育・福祉

### 児童福祉
保育所
- サンキッズ大磯
- 大磯町立国府保育園

小規模保育施設
- もあなこびとのこや

児童養護施設
- エリザベス・サンダースホーム

児童自立支援施設
- 神奈川県立おおいそ学園（町立国府小学校・国府中学校生沢分校を園内に設置）

### 学校教育・児童福祉連携
幼保連携型認定こども園
- あおばと
- サンキッズ国府

### 学校教育
幼稚園
- 大磯町立大磯幼稚園
- 私立こいそ幼稚園[注釈 1]
- 大磯町立たかとり幼稚園

小学校
- 大磯町立大磯小学校
- 大磯町立国府小学校
  - 生沢分校
- 私立聖ステパノ学園小学校

中学校
- 大磯町立大磯中学校
- 大磯町立国府中学校
  - 生沢分校
- 私立聖ステパノ学園中学校

高等学校
- 神奈川県立大磯高等学校
- 星槎国際高等学校湘南学習センター

大学
- 星槎大学湘南大磯キャンパス

### 社会教育
ホール・集会場
- 大磯町立生涯学習館

図書館
- 大磯町立図書館
  - 国府分館

博物館
- 大磯町郷土資料館
- 澤田美喜記念館

体育施設
- 大磯運動公園

## 交通

### 鉄道路線
東日本旅客鉄道（JR東日本）
 東海道線・■上野東京ライン・ 湘南新宿ライン
- - 大磯駅 -

### バス路線
- 神奈川中央交通

### 道路
- 高速道路・有料道路
  - 小田原厚木道路（大磯IC・大磯PA）
  - 西湘バイパス（大磯東IC・大磯港IC・大磯西IC）
- 一般国道
  - 国道1号（東海道）
  - 国道134号
- 都道府県道
  - 主要地方道
    - 神奈川県道63号相模原大磯線

  - 一般県道
    - 神奈川県道609号公所大磯線
    - 神奈川県道610号大磯停車場線

## 郵便番号
- 郵便番号は以下の通りとなっている。2006年10月2日に変更。
  - 二宮郵便局（二宮町）：259-01xx、255-00xx、255-85xx、255-86xx、255-87xx

## 名所・旧跡・観光スポット・祭事・催事
- 六所神社（柳田大明神、六所明神、六所明神社） – 相模国の総社。
- 高来神社（鷄足山高麗寺大權現、高麗權現社）
- 鷄足山雲上院高麗寺（廃寺）
- 高麗山 – 21世紀に残したい日本の自然100選。
  - 高麗山公園（湘南平）
  - 高麗山県民の森
- 鴫立沢 – 西行の和歌「心無き身にもあはれは知られけり鴫立澤の秋の夕暮れ」で有名、京都市嵯峨野の落柿舎、滋賀県大津市の無名庵と並ぶ日本三大俳諧道場の1つ「鴫立庵」がある。
  - 鴫立沢は「湘南」という地名が発祥した場所としても挙げられる。
- 旧東海道松並木 – 読売新聞社選定の「新・日本街路樹100景」（1994年）のひとつ[20]。
- こゆるぎの浜
- 照ヶ崎 – 「アオバトの集団飛来地」として神奈川県の天然記念物（1996）。
- 大磯海水浴場
- 大磯港
  - 大磯コネクト
- 大磯ロングビーチ
- 大磯城山公園 – 旧三井財閥の別荘と旧吉田茂邸を公園として整備したもの。
- 宮経山延台寺
- 福聚山妙輪寺（大磯毘沙門天）
- 船附山藥王寺東光院
- 船著山圓如院地福寺[21]
  - 島崎藤村墓所 – 弟子に勧められて大磯にて晩年を過ごした。
- 有楽苑如庵
- 大乘山妙昌寺
- 乘勝山妙大寺
- 龍頭山華水院善福寺
- 滄浪閣

行事・民俗芸能
- 大磯の左義長 – 1月14日近辺、重要無形民俗文化財。
- 国府祭 – 5月5日、神奈川県の無形民俗文化財。
- 御船まつり – 7月。
- 鷺の舞、白岩神社の歩射などの民俗芸能が伝承されている。

### 大磯八景
大磯八景は1905年に葉書シリーズが出たもので、高麗寺晩鐘、小餘綾晴嵐、照ヶ崎帰帆、化粧坂夜雨、花水橋夕照、鴫立澤秋月、唐ヶ原落雁、富士山慕雪が選ばれている。

## 著名な人物

### 出身者
- 今川正樹（サッカー選手）
- 遠藤信博（NEC社長、日本経団連副議長）
- 尾崎英二郎（俳優）
- 北野武郎（プロボクサー）
- 後藤濶（ハワイの日系コミュニティにおける指導者）
- 佐藤竜雄（アニメーション演出家）
- 武田華（声優）
- 原邦彰（総務官僚）
- 福田逸（演出家）
- 村井米子（登山家）
- 湘南乃海桃太郎 （大相撲力士）

### 居住者
- 岡田隆彦（詩人）
- 上郎幸八（資産家）
- 中島湘煙（フェミニスト）
- 中野裕通（ファッションデザイナー）
- 室井光広（芥川賞作家）
- 村井弦斎（小説家）
- 村井多嘉子（料理研究家）
- 村上春樹（作家）
- 安田靫彦（画家）
- 山本丘人（画家）
- 加山又造（画家）
- 三岸節子（画家）
- 堀文子（画家）
- 白洲正子（随筆家）
- 大隅良典（生物学者）
- 吉田茂（政治家）

### 所縁のある人物
- 新島襄（同志社校祖・大磯町で没した）
- 澤田美喜（社会事業家・学校創設者）

## 特産品
- ラッカセイは渡辺慶次郎が1871年横浜で落花生の種を譲り受け、大磯の畑で栽培されたのが日本で最初と言われている。花は咲いたが何も実を結ばないので、こんなものと足蹴りしたら地中から出てきて地下結実性であることが判明した。経済栽培に向けて、販売先の確保のため、地元旅館に試食を依頼したが「客は喜んだが、座敷が汚されて困る」と断られた逸話が残っている。その後、明治10年に0.4リットル袋入りにて横浜の駄菓子屋に売り込んだところ、盛況となり、経済栽培への見通しがたち、全国へ普及していった。
- 「大磯砂」とは、貝殻や珊瑚のかけら等で構成される小粒の海産砂利の総称であり、以前は大磯海岸で採取されたものが水槽用に流通していたため、その名残でそう呼ばれている。現在は、採取が禁止されており、神奈川の大磯海岸で採れた砂利ではなく輸入物がほとんどである。

## 震災対策
相模トラフ沿いで発生すると考えられている相模トラフ巨大地震を想定した対策が検討されている。2015年3月、津波浸水想定検討部会による将来的な津波浸水予測が発表され、大磯町で17mの津波が襲う可能性を指摘され、ハザードマップの早急な見直しが図られている現状にある。